# Liste der Kulturdenkmale in Lütjensee
In der Liste der Kulturdenkmale in Lütjensee sind alle Kulturdenkmale der schleswig-holsteinischen Gemeinde Lütjensee (Kreis Stormarn) aufgelistet (Stand: 10. März 2025).

## Legende
In den Spalten befinden sich folgende Informationen:
- Objekt-ID: die Nummer des Kulturdenkmales
- Lage: die Adresse des Kulturdenkmales und die geographischen Koordinaten. Kartenansicht, um Koordinaten zu setzen. In der Kartenansicht sind Kulturdenkmale ohne Koordinaten mit einem roten Marker dargestellt und können in der Karte gesetzt werden. Kulturdenkmale ohne Bild sind mit einem blauen Marker gekennzeichnet, Kulturdenkmale mit Bild mit einem grünen Marker.
- Offizielle Bezeichnung: Bezeichnung des Kulturdenkmales
- Beschreibung: die Beschreibung des Kulturdenkmales
- Bild: ein Bild des Kulturdenkmales

## Bauliche Anlagen
| Objekt-ID      | Lage                                               | Offizielle Bezeichnung        | Beschreibung | Bild |
| -------------- | -------------------------------------------------- | ----------------------------- | --- | ---- |
| 449 Wikidata   | Bahnhofstraße 27 (53° 40′ 2″ N, 10° 24′ 9″ O)      | Ehemaliges Zoll- und Posthaus | Alteintragung (Aktualisierung vorgesehen) - Begründung: Alteintragung (Aktualisierung vorgesehen) - Schutzumfang: Alteintragung (Aktualisierung vorgesehen) - Denkmaltyp: Bauliche Anlage | BW   |
| 31303 Wikidata | Hamburger Straße 84 (53° 39′ 44″ N, 10° 22′ 36″ O) | Villa Hohlreiherberg          | Villa Hohlreiherberg; 1909-1910, Architekt Georg Henry Grell, für Max und Henny Nonne; zweigeschossiger Putzbau über Sockelgeschoss unter ausgebautem Mansarddach in Hohlpfannendeckung, mittiger Eingang mit Säulenportikus und Zwerchhaus, halbrunde Gartenveranda, angebautes Gärtnerhaus und Wintergarten - Begründung: geschichtlich, künstlerisch, Kulturlandschaft prägend - Schutzumfang: Villa Hohlreiherberg, Park mit historischer Vegetation, Trockenmauer und Rondell, Solitäre (Buchen) - Denkmaltyp: Bauliche Anlage | BW   |